# والتر زاب
والتر زاب (بالألمانية: Walter Zapp)‏ ولد بلتوانيا في 4 سبتمبر 1905 وتوفي بسويسرا 17 جويلية 2003 هو مخترع آلة التصوير مينوكس.